# خارج النص (برنامج)

## خارج النص
برنامج تليفزيوني أسبوعى يبث على قناة الجزيرة الإخبارية كل أحد في السابعة والنصف عصراً بتوقيت مكة المكرمة وقد بدأ بث البرنامج ضمن الدورة البرامجية الجديدة التي بدأت في نوفمبر 2016 مواكبة لمرور 20 عامًا على انطلاقة قناة الجزيرة.

## فكرة البرنامج
يقدم البرنامج متابعة نقدية من خلال سلسلة أفلامه الوثائقية، لتفاصيل السجال الثقافي والسياسي التي طالت عددا من الأعمال الأدبية والفنية بالوطن العربي والعالم..
البرنامج يتناول في قالب توثيقي نوعي الأعمال الأدبية والفنية التي أثارت الجدل أو منعت من النشر أو طالها مقص الرقيب، وتسلط حلقات البرنامج الضوء على الظروف التي صاحبت إصدار العمل، وما تسبب فيه من جدل، والأجواء السياسية والفكرية التي ساهمت في ذلك، مع عرض آراء مختلفة حول العمل بين مؤيد ومعارض لمحتواه.

## حلقات البرنامج
| اسم الحلقة                                              | تاريخ البث     | رابط المشاهدة              | الحلقة على الجزيرة                                 |
| ------------------------------------------------------- | -------------- | -------------------------- | -------------------------------------------------- |
| الحرب علي ناجي العلي                                    | 6 نوفمبر 2016  | رابط المشاهدة عبر اليوتيوب | ناجي العلي                                         |
| "حديث الجنود".. رواية ممنوعة عن جامعة اليرموك الأردنية  | 11 نوفمبر 2016 | رابط المشاهدة عبر اليوتيوب | حديث الجنود                                        |
| "الحرب القذرة".. شهادة على عشرية الجزائر السوداء        | 20 نوفمبر 2016 | رابط المشاهدة عبر اليوتيوب | الحرب القذرة                                       |
| القوقعة.. رواية مروعة من سجن تدمر                       | 27 نوفمبر 2016 | رابط المشاهدة عبر اليوتيوب | القوقعة                                            |
| فيلم "صراع" التونسي.. المنع الفني والسياسي              | 4 ديسمبر 2016  | رابط المشاهدة عبر اليوتيوب | صراع                                               |
| "معالم في الطريق" كتاب كثر مؤيدوه وخصومه                | 11 ديسمبر 2016 | رابط المشاهدة عبر اليوتيوب | معالم في الطريق                                    |
| "كوبرا".. شهادة صادمة حول الحرب اللبنانية ومجزرة شاتيلا | 20 ديسمبر 2016 | رابط المشاهدة عبر اليوتيوب | كوبرا                                              |
| "شيفرة دافنشي".. مواجهة صاخبة مع الكنيسة                | 27 ديسمبر 2016 | رابط المشاهدة عبر اليوتيوب | شيفرة دافنشي                                       |
| "بحب السيما".. نقد لاذع للسلطات الأبوية                 | 1 يناير 2017   | رابط المشاهدة عبر اليوتيوب | بحب السيما                                         |
| لماذا منعت الرقابة رواية "الانحناء على جثة عمان"؟       | 8 يناير 2017   | رابط المشاهدة عبر اليوتيوب | الانحناء على جثة عمان                              |
| حاكمة قرطاج.. كتاب قضّ مضجع ليلى الطرابلسي               | 22 يناير 2017  | رابط المشاهدة عبر اليوتيوب | حاكمة قرطاج                                        |
| ديوان جراح مصر.. هجاء حكم الفرد                         | 29 يناير 2017  | رابط المشاهدة عبر اليوتيوب | جراح مصر                                           |
| فيلم "شو صار؟".. السؤال اللبناني الممنوع                | 5 فبراير 2017  | رابط المشاهدة عبر اليوتيوب | شو صار؟                                            |
| أحمد فؤاد نجم.. شاعر الثورة ومزعج السلطات               | 12 فبراير 2017 | رابط المشاهدة عبر اليوتيوب | أحمد فؤاد نجم                                      |
| نزيه أبو نضال في مواجهة "أيلول الأسود"                  | 26 فبراير 2017 | رابط المشاهدة عبر اليوتيوب | نزيه أبو نضال                                      |
| "البريء".. الفيلم الذي توحدت الرقابات العربية لمنعه     | 5 مارس 2017    | رابط المشاهدة عبر اليوتيوب | البرئ                                              |
| رواية "1984".. فضح وزارتي الحقيقة والحب                 | 12 مارس 2017   | رابط المشاهدة عبر اليوتيوب | 1984                                               |
| نهاد سيريس: الصمت لنا والصخب للزعيم                     | 19 مارس 2017   | رابط المشاهدة عبر اليوتيوب | الصمت لنا والصخب للزعيم                            |
| رين متري: لماذا يخاف اللبنانيون من بعضهم؟               | 2 ابريل 2017   | رابط المشاهدة عبر اليوتيوب | لي قبور في هذه الأرض                               |
| كتاب "الإسلام السياسي"                                  | 9 ابريل 2017   | رابط المشاهدة عبر اليوتيوب | الإسلام السياسي                                    |
| الكتاب الأسود في تونس.. مع وضد                          | 23 ابريل 2017  | رابط المشاهدة عبر اليوتيوب | الكتاب الأسود                                      |
| نزار قباني.. معركة القصيدة ضد الغزاة والطغاة            | 30 ابريل 2017  | رابط المشاهدة عبر اليوتيوب | نزار قباني                                         |
| مذكرات بهجت أبو غربية الممنوعة في الأردن                | 14 مايو 2017   | رابط المشاهدة عبر اليوتيوب | مذكرات بهجت أبو غربية                              |
| "كلمتي للمغفلين".. هجوم على جمال عبد الناصر وثورته      | 23 يوليو 2017  | رابط المشاهدة عبر اليوتيوب | "كلمتي للمغفلين".. هجوم على جمال عبد الناصر وثورته |
| أميرالاي يلخص سوريا.. البعث والطوفان                    | 5 أغسطس 2017   | رابط المشاهدة عبر اليوتيوب | طوفان في بلاد البعث                                |
| "الجنقو".. حكاية الزبون الدائم للرقابة السودانية        | 20 أغسطس 2017  | رابط المشاهدة عبر اليوتيوب | الجنقو                                             |
| "الكرنك".. نقد الحقبة الناصرية أم ثورة مضادة؟           | 3 سبتمبر 2017  | رابط المشاهدة عبر اليوتيوب | الكرنك                                             |
| الأساطير المؤسسة للسياسة الإسرائيلية                    | 10 سبتمبر 2017 | رابط المشاهدة عبر اليوتيوب | الأساطير المؤسسة للسياسة الإسرائيلية               |
| "الحقيقة الغائبة".. الكتاب الذي قَتل فرج فودة            | 17 سبتمبر 2017 | رابط المشاهدة عبر اليوتيوب | الحقيقة الغائبة                                    |
| المواطن مصري                                            | 1 أكتوبر 2017  | رابط المشاهدة عبر اليوتيوب | المواطن مصري                                       |
| مذكرات الشاذلي منعتها الأنظمة وكرمتها ثورة يناير        | 8 أكتوبر 2017  | رابط المشاهدة عبر اليوتيوب | مذكرات الفريق الشاذلي                              |
| "موسم الهجرة إلى الشمال".. خلط الراوي بروايته           | 22 أكتوبر 2017 | رابط المشاهدة عبر اليوتيوب | موسم الهجرة إلى الشمال                             |
| مظفر النواب.. مشروع شعري مثير للجدل                     | 5 نوفمبر 2017  | رابط المشاهدة عبر اليوتيوب | مظفر النواب                                        |
| "نقد الخطاب الديني".. كتاب الجدل العاصف                 | 12 نوفمبر 2017 | رابط المشاهدة عبر اليوتيوب | نقد الخطاب الديني                                  |
| "الحريم السياسي".. سجال المؤيدين والرافضين              | 26 نوفمبر 2017 | رابط المشاهدة عبر اليوتيوب | الحريم السياسي                                     |
| أحمد مطر.. لافتات ضد الظلام                             | 3 ديسمبر 2017  | رابط المشاهدة عبر اليوتيوب | أحمد مطر                                           |
| البشري.. ما تسكت عنه الكنيسة والدولة المصرية            | 17 ديسمبر 2017 | رابط المشاهدة عبر اليوتيوب | الدولة والكنيسة                                    |
| صحيفة الدومري.. حين أعدم الأسد دومري الشام              | 31 ديسمبر 2017 | رابط المشاهدة عبر اليوتيوب | صحيفة الدومري                                      |
| ويلبيك والرئيس الفرنسي محمد بن عباس                     | 7 يناير 2018   | رابط المشاهدة عبر اليوتيوب | رواية استسلام                                      |
| "برج الرومي".. الجحيم المفضل لدكتاتور تونس              | 14 يناير 2018  | رابط المشاهدة عبر اليوتيوب | برج الرومي                                         |
| فيلم "المتمردون".. عن وطن في مصحّة                       | 28 يناير 2018  | رابط المشاهدة عبر اليوتيوب | المتمردون                                          |
| "سأخون وطني".. الشهادة الفاجعة على حال العرب            | 4 فبراير 2018  | رابط المشاهدة عبر اليوتيوب | سأخون وطني                                         |
| فيلم فبراير الأسود.. البحث عن الطبقات الآمنة            | 11 فبراير 2018 | رابط المشاهدة عبر اليوتيوب | فبراير الأسود                                      |
| الزعيم يحلق شعره.. رواية أغضبت القذافي                  | 18 فبراير 2018 | رابط المشاهدة عبر اليوتيوب | الزعيم يحلق شعره                                   |
| ميشيل سورا يكشف الدولة المتوحشة في سوريا (ج1)           | 11 مارس 2018   | رابط المشاهدة عبر اليوتيوب | الدولة المتوحشة                                    |
| ميشيل سورا يكشف الدولة المتوحشة في سوريا (ج2)           | 18 مارس 2018   | رابط المشاهدة عبر اليوتيوب | الدولة المتوحشة                                    |
| سلمان العودة وأسئلة الثورة الممنوعة                     | 25 مارس 2018   | رابط المشاهدة عبر اليوتيوب | سلمان العودة                                       |
| الكواكبي وثمن "طبائع الاستبداد ومصارع الاستعباد"        | 1 ابريل 2018   | رابط المشاهدة عبر اليوتيوب | طبائع الاستبداد ومصارع الاستعباد                   |
| "كنت في ولاته".. مرحلة سوداوية بتاريخ موريتانيا         | 22 ابريل 2018  | رابط المشاهدة عبر اليوتيوب | كنت في ولاته                                       |
| ذكرياتي مع جماعة المسلمين                               | 29 ابريل 2018  | رابط المشاهدة عبر اليوتيوب | ذكرياتي مع جماعة المسلمين                          |
| مأزق الإصلاح في السعودية                                | 13 مايو 2018   | رابط المشاهدة عبر اليوتيوب | مأزق الإصلاح في السعودية                           |
| فيلم العصفور.. حرب فنية ضد الفساد                       | 3 يونيو 2018   | رابط المشاهدة عبر اليوتيوب | فيلم العصفور                                       |
| "المملكة من الداخل".. كتاب حظرته السعودية               | 10 يونيو 2018  | رابط المشاهدة عبر اليوتيوب | المملكة من الداخل                                  |
| الحركة الإسلامية.. ثغرات في الطريق                      | 17 يونيو 2018  | رابط المشاهدة عبر اليوتيوب | الحركة الإسلامية.. ثغرات في الطريق                 |
| اشتباك.. فيلم جسد انقسام المصريين بعد الانقلاب          | 1 يوليو 2018   | رابط المشاهدة عبر اليوتيوب | اشتباك                                             |
| كنت رئيساً لمصر – محمد نجيب                              | 23 يوليو 2018  | رابط المشاهدة عبر اليوتيوب | كنت رئيساً لمصر                                     |
| "أولاد حارتنا".. قصة رواية محفوظ الممنوعة من النشر      | 26 اغسطس 2018  | رابط المشاهدة عبر اليوتيوب | أولاد حارتنا                                       |
| القذافي.. "انقلاب بقيادة المخبر"                        | 2 سبتمبر 2018  | رابط المشاهدة عبر اليوتيوب | انقلاب بقيادة مخبر                                 |
| أمل دنقل.. شاعر الرفض الأول                             | 16 سبتمبر 2018 | رابط المشاهدة عبر اليوتيوب | أمل دنقل                                           |
| إدوارد سعيد.. مفكر فلسطين أعلن الحرب على "الاستشراق"    | 23 سبتمبر 2018 | رابط المشاهدة عبر اليوتيوب | إدوارد سعيد                                        |

## وصلات خارجية
- صفحة البرنامج على موقع الجزيرة نت.
- خارج النص  على فيسبوك.